# تاكاتو شيوكاوا
تاكاتو شيوكاوا (باليابانية: 塩川 岳人) (17 ديسمبر 1977 في شيزوكا في اليابان – )؛ هو لاعب كرة قدم ياباني سابق كان يلعب كلاعب وسط.

## وصلات خارجية
- تاكاتو شيوكاوا على موقع رابطة كرة القدم اليابانية للمحترفين (اليابانية)
- تاكاتو شيوكاوا على موقع قاعدة بيانات كرة القدم.إي يو (الإنجليزية)
- تاكاتو شيوكاوا على موقع Soccerway.com (الإنجليزية)
- تاكاتو شيوكاوا على موقع عالم كرة القدم.نت (الإنجليزية)